# Abraxas elaioides
Abraxas elaioides là một loài bướm đêm trong họ Geometridae.